# Couvent dominicain de Worms
Le couvent Saint-Paul de Worms se trouve dans la ville de Worms en Allemagne. Son église, l'église Saint-Paul est l'une des plus anciennes de la ville. Le couvent des dominicains se trouve à l'emplacement d'une ancienne abbaye fondée par l'évêque Bourchard en 1002, à la place d'une maison fortifiée.

## Histoire

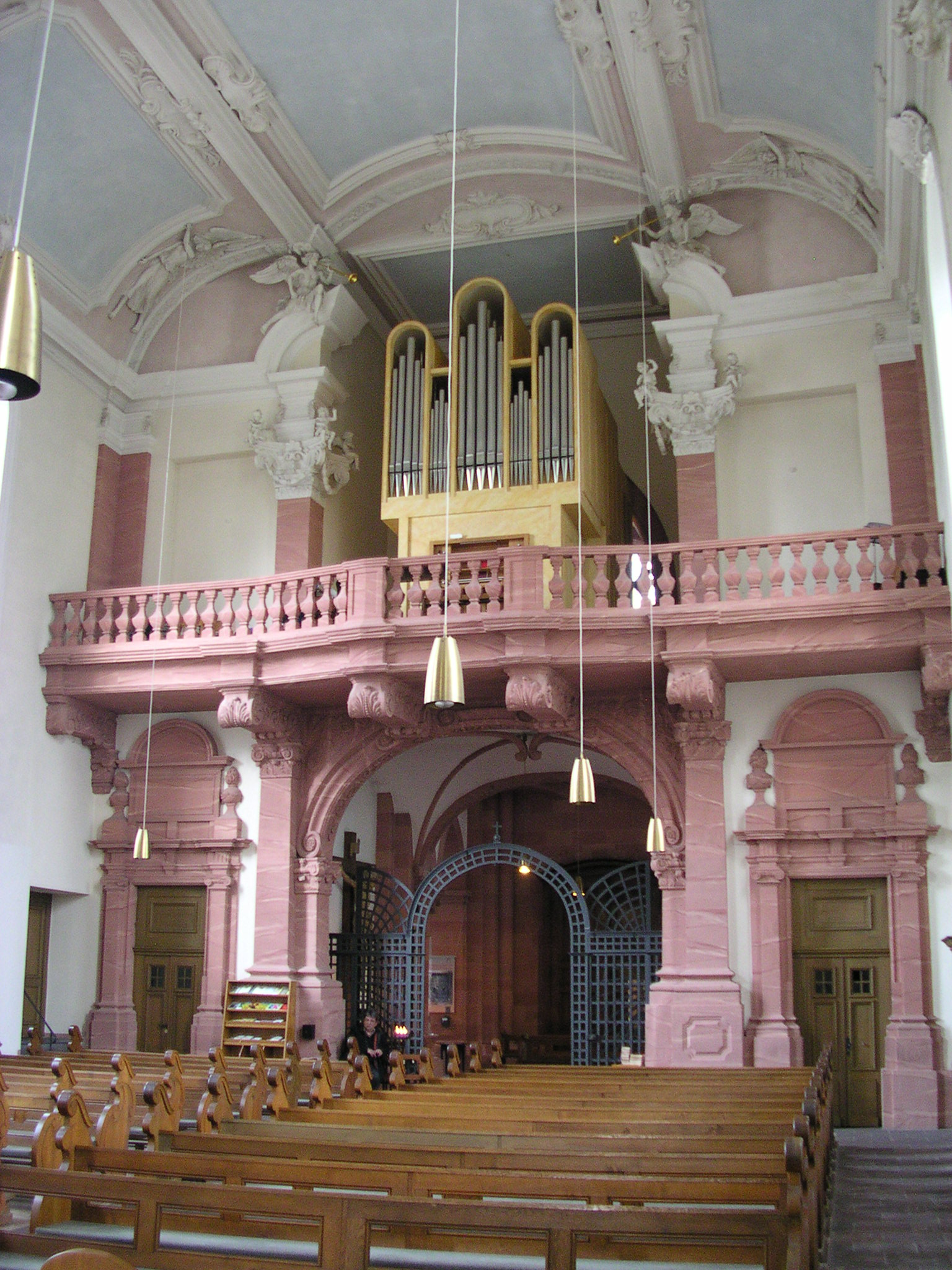
Orgues de l'église Saint-Paul

Les dominicains remplacent les moines en 1227 et agrandissent les bâtiments. L'église romane à trois nefs du couvent est surmontée d'une coupole en style byzantin du XIIIe siècle pour rappeler le Saint-Sépulcre de Jérusalem. Les bâtiments souffrent du grand incendie de 1689, perpétré par les troupes de Louis XIV, qui détruit une partie de la ville, mais l'église est rebâtie en 1717 en forme d'église-halle, avec des fresques murales baroques représentant la vie de saint Paul apôtre.
La sécularisation du couvent en 1797 entraîne la profanation de l'église et la dispersion des religieux. Le couvent sert de magasin à fourrage, puis abrite diverses administrations et en 1880 devient musée de la ville. L'ordre dominicain, alors en expansion en Allemagne, s'intéresse de nouveau à Worms au début du XXe siècle et des tractations ont lieu avec la municipalité. Finalement ceux-ci réintègrent les murs de leur ancienne maison le 16 mai 1929. Le bombardement du 21 février 1945 réduit une partie du couvent en cendres et les travaux de reconstruction ont lieu jusqu'en 1947.
Le couvent devient aussi maison de formation et noviciat en 1993. Les frères prêcheurs desservent l'église Saint-Paul, sont aumôniers des prisons et des hôpitaux de la région, directeurs spirituels de plusieurs communautés féminines et organisent des retraites.
Le couvent et l'église, dont les orgues sont réputées, ont été partiellement restaurés en 2007. La communauté dirigée par le P. Ludger Fortmann, op, (né en 1969) comprend huit religieux et deux novices en 2009.

## Source
- (de) Site officiel du couvent dominicain de Worms